# Druelle
Druelle – miejscowość i dawna gmina we Francji, w regionie Oksytania, w departamencie Aveyron. W 2013 roku liczba ludności wynosiła 2212 mieszkańców. Przez miejscowość przepływa rzeka Aveyron. 
W dniu 1 stycznia 2017 roku z połączenia dwóch ówczesnych gmin – Balsac oraz Druelle – utworzono nową gminę Druelle-Balsac. Siedzibą gminy została miejscowość Druelle. 